# Ⰳ
Cette page contient des caractères spéciaux ou non latins. S’ils s’affichent mal (▯, ?, etc.), consultez la page d’aide Unicode.
Glagoli (Глаголи en cyrillique ; capitale Ⰳ, minuscule ⰳ) est la 4e lettre de l'alphabet glagolitique.

## Linguistique
La lettre sert à noter le phonème /ɡ/.

## Historique
La lettre pourrait provenir d'une graphie cursive de la lettre gamma (γ) de l'alphabet grec.

## Représentation informatique
- Unicode :
  - Capitale Ⰳ : U+2C03
  - Minuscule ⰳ : U+2C33